# Binderij Phoenix
Binderij Phoenix is een in 1981 opgerichte Nederlandse boekbinderij.

## Geschiedenis
In 1974 kwam de uit het Amerikaanse Danbury in Connecticut afkomstige boekbinder David Simaleavich naar Nederland en ging aan de slag bij enkele Amsterdamse boekbinderijen. In 1977 richtte hij samen met Hans van der Horst de Eenhoorn Binderij op. Eind 1980 eindigde hun samenwerking. Simaleavich richtte op 1 april 1981 zijn eigen Binderij Phoenix op. Phoenix werd al snel de belangrijkste boekbinderij in Nederland, met name als het ging om de luxe edities van de voornaamste bibliofiele uitgeverijen zoals Sub Signo Libelli of de Regulierenpers. Hij was gespecialiseerd in kleine oplagen op mooi papier en in luxe banden, maar voerde ook veel restauratie en ontwerpbindwerk van bestaande boeken uit.
Op 1 april 1983 vierde hij het tweejarig bestaan met een expositie van werk van de drukpers Sub Signo Libelli die werd geopend door Boudewijn Büch.
Simaleavich werkte veel samen met margedrukkers en stimuleerde hen door opdracht voor uitgaven te geven, vaak onder uitgeefnamen als Phoenix Editions en Phoenix Productions. Ook ontwierp hij een speciale papiersoort voor margedrukwerk op basis van hennepvezels, Immortal Fire genaamd, waarvan hij een grote hoeveelheid liet maken.
In 1985 verscheen April's Fool, een luxe catalogus van werk van de binderij dat getoond werd bij een tentoonstelling in Utrecht die geopend werd op 31 maart 1985; van deze uitgave werden 400 exemplaren gedrukt, waarvan 44 in luxe overslagband gebonden door Phoenix zelf. Ter gelegenheid van de opening verscheen ook de uitgave van William Shakespeare, The Quintessence of Dust, gedrukt door margedrukker Peter Yvon de Vries, en met een ets van Hans Abbing, in een oplage van 100 genummerde exemplaren.
In 1991 verkocht Simaleavich zijn boekbinderij aan Philipp Janssen, na al eerder zijn omvangrijke verzameling bibliofiele edities te hebben verkocht. Hij verliet Nederland en ging weer in zijn geboorteland Amerika wonen. Philipp Janssen vestigde in 1995 de boekbinderij in Zeeland, eerst in Middelburg, sinds 2008 in het Zeeuwse plaatsje Stroodorp.